# Scarus falcipinnis
Scarus falcipinnis är en fiskart som först beskrevs av Playfair, 1868.  Scarus falcipinnis ingår i släktet Scarus och familjen Scaridae. IUCN kategoriserar arten globalt som livskraftig. Inga underarter finns listade i Catalogue of Life.